# 姜顺龙
姜顺龙（1696年—1757年），字見田，號鱗玉，直隸大名（今河北）人，籍貫浙江會稽，清朝官员，举人出身。

## 生平
祖籍浙江山陰縣。明禮部尚書姜逢元之裔孫。與叔姜渭烈同中康熙五十六年（1717年）舉人，以保舉充任陝西宣諭化導使，授戶部主事。京察一等，轉員外郎，記名御史。出為福建福寧府知府，創蘭溪書院。改攝泉州府，篆所屬晉江縣。乾隆五年（1740年）任福州府知府。遷延建邵道，僅八月，升任四川按察使。因為下屬學使朱荃匿喪不報牽連，謫湖北武漢黄德道。又因羅田逆民馬朝柱叛逆，坐落職，發軍臺効力，因病卒。年六十二